# Surrey Grass Court Championships 1978
Il Surrey Grass Court Championships 1978 è stato un torneo di tennis giocato sull'erba. È stata la 20ª edizione del Surrey Grass Court Championships, che fa dei Tornei di tennis femminili indipendenti nel 1978. Si è giocato a Guildford in Gran Bretagna dal 23 al 29 maggio 1978.

## Campionesse

### Singolare
Evonne Goolagong Cawley ha battuto in finale  Winnie Shaw con il punteggio di 6–1, 6–1

### Doppio
Winnie Shaw /  Lesley Charles hanno battuto in finale  Clare Harrison /  Debbie Jevans con il punteggio di 6–2, 6–4